# Boehmeria ramiflora
Boehmeria ramiflora là loài thực vật có hoa trong họ Tầm ma. Loài này được Jacq. mô tả khoa học đầu tiên năm 1760.